# Live (álbum de Roxy Music)
Live es un álbum en vivo de la banda de rock inglesa Roxy Music, lanzado en el año 2003 por Eagle Records. Fue grabado en varias localidades como Detroit, Hamburgo, Stuttgart, Milán y Toronto.

## Lista de canciones

### Disco Uno
| N.º | Título                                                                  | Duración |  |
| 1.  | «Re-Make/Re-Model» (2001-07–29th; DTE Energy Music Theatre, Detroit)    | 04:28    |  |
| 2.  | «Street Life» (2001-09–19th; Sporthalle, Hamburg)                       | 02:28    |  |
| 3.  | «Ladytron» (2001-09–24th; Forum, Milan)                                 | 05:02    |  |
| 4.  | «While my Heart is Still Beating» (2001-09–29th; S.E.C.C., Glasgow)     | 04:50    |  |
| 5.  | «Out of the Blue» (2001-09–28th; Manchester Arena, Manchester)          | 04:21    |  |
| 6.  | «A Song for Europe» (2001-08–19th; Perth Entertainment Centre, Perth)   | 08:09    |  |
| 7.  | «My Only Love» (2001-09–22nd; Schleyerhalle, Stuttgart)                 | 08:25    |  |
| 8.  | «In Every Dream Home a Heartache» (2001-09–14th; Sportspaleis, Antwerp) | 06:18    |  |
| 9.  | «Oh Yeah» (2001-07–29th; Pine Knob, Detroit)                            | 04:21    |  |
| 10. | «Both Ends Burning» (2001-09–24th; Forum, Milan)                        | 06:06    |  |
| 11. | «Tara» (2001-07–16th; Air Canada Centre, Toronto)                       | 03:27    |  |

### Disco Dos
| N.º | Título                                                     | Duración |  |
| 1.  | «More than This» (2001-09–07th; Int. Forum, Tokyo)         | 03:55    |  |
| 2.  | «If There Is Something» (2001-06–17th; N.E.C., Birmingham) | 05:54    |  |
| 3.  | «Mother of Pearl» (2001-09–26th; Gasometer, Vienna)        | 06:10    |  |
| 4.  | «Avalon» (2001-10–02nd; Apollo Theatre, London)            | 04:20    |  |
| 5.  | «Dance Away» (2001-08–17th; Ent. Centre, Adelaide)         | 03:51    |  |
| 6.  | «Jealous Guy» (2001-06–17th; N.E.C., Birmingham)           | 05:25    |  |
| 7.  | «Editions of You» (2001-08–19th; Ent. Centre, Perth)       | 03:47    |  |
| 8.  | «Virginia Plain» (2001-09–22nd; Schleyerhalle, Stuttgart)  | 03:01    |  |
| 9.  | «Love is the Drug» (2001-08–19th; Ent. Centre, Perth)      | 03:48    |  |
| 10. | «Do the Strand» (2001-08–03rd; G.M.P., Vancouver)          | 03:50    |  |
| 11. | «For Your Pleasure» (2001-08–17th; Ent. Centre, Adelaide)  | 06:41    |  |

## Créditos
- Bryan Ferry: voz, teclados
- Andy Mackay: saxofón, oboe
- Phil Manzanera: guitarra
- Paul Thompson: batería